# The Golden Jubilee
The Golden Jubilee är idag världens största slipade diamant. Stenen på 545,67 carat kommer från Premier Mine i Sydafrika. När den brungula diamanten hittades 1985 var den på 755,50 carat. Den klövs och slipades av Gabriel Tolkowsky på uppdrag av De Beers.
Diamanten kallades Unnamed Brown Diamond tills den köptes av Thai Diamond Manufacturers Association (TDMA) och skänktes till kung Bhumibol Adulyadej i samband med hans 50 års regeringsjubileum 1996, då den fick sitt nuvarande namn. Den ingår i Thailands kronjuveler.